# LPF Eindhoven
Lijst Pim Fortuyn Eindhoven is een lokale politieke partij in de Nederlandse gemeente Eindhoven die in 2006 is ontstaan uit de landelijke Lijst Pim Fortuyn. Deze lokale partij is met de afdeling in Breda de enige fractie die de originele naam heeft behouden na het opheffen van de landelijke LPF.

## Geschiedenis
De LPF Eindhoven deed voor het eerst mee aan de gemeenteraadsverkiezingen 2006 en behaalde één zetel die werd ingenomen door Rudy Reker. Tussen 2006 en 2010 was Alexander van Hattem raadscommissielid (burgerlid) van de fractie. De partij was een lokale afdeling van de landelijke partij Lijst Pim Fortuyn. Reker was betrokken bij de oprichting van de lokale fractie en is sindsdien nog steeds de partijleider. Tijdens de gemeenteraadsverkiezingen van 2022 zakte de partij van twee naar één zetel. Voor de Tweede Kamerverkiezingen van 12 september 2012 was Reker verkiesbaar namens het Democratisch Politiek Keerpunt.
Op 30 november 2006 verloor de landelijke LPF al haar zetels in de Tweede Kamer. In een algemene ledenvergadering op 21 juli 2007 stemde een krappe meerderheid van de aanwezigen voor het plan om de landelijke partijorganisatie op te heffen. De gemeentefracties waren verdeeld over dit plan en Eindhoven was tegen. Op 17 augustus 2007 waren er op de tweede algemene vergadering in Poeldijk van de 177 uitgebrachte stemmen 135 vóór opheffing. Het plan van het hoofdbestuur kreeg hiermee ruim de vereiste tweederdemeerderheid waardoor de landelijke partijorganisatie per 1 januari 2008 ontbonden werd. De LPF bestond vanaf die datum alleen nog als een lokale partij.
De LPF gemeentefracties, die aparte verenigingen los van de landelijke organisatie waren, besloten de termijn tot in 2010 afmaken en vervolgens te bepalen of ze nog onder de naam LPF de gemeenteraadsverkiezingen in zouden gaan. Uiteindelijk bleven enkel de LPF fractie in Eindhoven en Breda de naam behouden. Andere fracties behielden de afkorting, maar veranderden de naam in Lokale Politieke Federatie.

## Zetelverloop
| Jaar | Stemmen | %     | Zetels |
| ---- | ------- | ----- | ------ |
| 2006 | 1.786   | 2,27% | 1      |
| 2010 | 3.362   | 4,57% | 2      |
| 2014 | 2.941   | 3,78% | 1      |
| 2018 | 3.353   | 4,04% | 2      |
| 2022 | 2.631   | 3,39% | 1      |